# Pacman (Arch Linux)
pacman (zkratka z angl. package manager) je správce balíčků distribuce Arch Linux, který sleduje veškerý software instalovaný do systému. Má jednoduchou podporu závislostí a pro všechny balíčky používá standardní formát archivu .tar.xz.

## Příklady použití
- Instalace nebo aktualizace balíčku z repozitářů

```
pacman -Ss balicek (najde vybraný nebo podobný balíček)
pacman -S balicek (nainstaluje vybraný balíček)
```

- Odstranění nainstalovaného balíčku

```
pacman -R balicek (odstraní balíček)
pacman -Rs balicek (jako -R a s
 
ním pokud možno následné závislosti)
```

- Další zajímavé informace

```
pacman -Qe (vypíše balíčky, které samy nejsou součástí jiných závislostí)
```

- Aktualizace systému

```
pacman -Suy
pacman --sync --sysupgrade
```

## Seznam změn

### Verze 3.0.0 (vyšla 25. 3. 2007)
- pacman 3.0.0 je první release s odděleným backendem (libalpm)
- přibyla podpora lokalizace pomocí gettext
- backendu se používá libdownload a libarchive
- je možné používat proxy (díky libdownload)
- byla aktualizována dokumentace, přibyla man stránka pacman.conf
- aktualizace seznamu zrcadel
- přidána podpora changelogů
- logují se zprávy z instalačních skriptů
- volba -Qe vypisuje co má – balíčky které nejsou ničím vyžadovány a byly nainstalovány jako závislost
- přidána volba -Qu – vypíše seznam balíčků k aktualizaci
- přidána volba -Se – nainstaluje jen závislosti
- při instalaci deinstalaci se řadí závislosti
- před instalací se kontroluje volné místo na disku
- nabídka smazání poškozeného archivu
- vylepšen způsob zálohování, nyní je dostupné i při upgradu
- z pacman.conf odstraněna řádka NoUpgrade
- při upgrade se vypíše velikost archivů po rozbalení
- vylepšen progressbar
- snížena četnost volání ldconfig
- selektivní nahrávání databáze přináší výrazné zrychlení operací (dost výrazné)
- debugovací výstup – volba --debug
- pacman-optimize – nyní podporuje databáze na oddělených filesystémech
- makepkg a abs podporují conf soubory v domovském adresáři
- změny v makepkg:
  - seznam architektur arch=() je povinné
  - k názvu balíku se přidává jméno architektury
  - nový formát konfiguračního souboru
  - změněna výchozí konfigurace
  - přidána podpora alternativní kontroly integrity
  - při rozbalování se vychází z typu souboru, ne podle přípony
  - přidána položka noextract
  - nový formát položek
  - nová volba pro log-ování sestavování balíku
  - nová volba --repackage znovu zabalí balík bez sestavování
  - uživatel může vybrat cesty pro doc
  - konfigurovatelné umístění cache zdrojáků
  - závislosti jsou odstraněny při úspěšném, nebo neúspěšném sestavení
- změny v abs:
  - podporuje jak cvsup tak csup
  - rozšířená konfigurace
  - přidána podpora pro testing depozitáře
- nové pomocné skripty:
  - rankmirrors – najde nejlepší zrcadlo
  - repo-add – přidá balíček do souboru databáze
  - repo-remove – odstraní balíček ze souboru databáze
- přidán pactest – sada testů
- všude spousta malých oprav